# John Warlow
Pas d'image ? Cliquez ici

a Compétitions nationales et continentales officielles uniquement.

b Matchs officiels uniquement.
Douglas John Warlow, né le 13 février 1939, est un joueur de rugby à XV et rugby à XIII gallois évoluant au poste de pilier dans les années 1960 et 1970.

## Carrière
Après des débuts en rugby à XV à Llanelli RFC et une sélection dans l'l'équipe du pays de Galles durant le tournoi des cinq nations en 1962, John Warlow change de code pour passer ua rugby à XIII en signant à St Helens RLFC en 1963, il joue ensuite pour les Widnes Vikings, effectue un retour à St Helens et termine sa carrière aux Rochdale Hornets. Il est également international britannique disputant la Coupe du monde 1968. Il est aujourd'hui admis au temple de la renommée de St Helens RLFC.